# Конфлан-ан-Жарниси
Конфлан-ан-Жарниси (фр. Conflans-en-Jarnisy) је насељено место у Француској у региону Лорена, у департману Мерт и Мозел.
По подацима из 2011. године у општини је живело 2400 становника, а густина насељености је износила 275,55 становника/km².

## Демографија
| 1962. | 1968. | 1975. | 1982. | 1990. | 2011. |
| ----- | ----- | ----- | ----- | ----- | ----- |
| 2.802 | 2.850 | 2.593 | 2.890 | 2.728 | 2.400 |